# تپه کلبی چمنی
تپه کلبی چمنی مربوط به سده‌های اولیه دوران‌های تاریخی پس از اسلام است و در شهرستان اردبیل، بخش مرکز ی، دهستان سردابه، روستای عموقین واقع شده و این اثر در تاریخ ۲۷ بهمن ۱۳۸۷ با شمارهٔ ثبت ۲۴۵۲۰ به‌عنوان یکی از آثار ملی ایران به ثبت رسیده است.